# سید حسن آقامیری
سید حسن آقامیری خوانساری (زادهٔ ۱۷ اسفند ۱۳۵۸) عسل فروش و روحانی خلع لباس شده ایرانی است که بیشتر به دلیل سخنرانی‌های جنجالی و به چالش کشیدن مسائل فرهنگی و حاکمیت مستقر در ایران شناخته می‌شود.
وی برادر سید حسین آقامیری کارشناس حوزه ارتباط با خداست و از لحاظ تفکری با هم متفاوت اند.

## زندگی‌نامه
آقامیری ۱۷ اسفند ۱۳۵۸ در خانواده‌ای مذهبی در خوانسار زاده شد.
این روحانی بنا به گفتهٔ خودش، به دلیل خاطرهٔ خوبی که در زمان کودکی از هیئت نزدیک محل سکونت خود داشت، و همچنین داشتن پدر روحانی، به هیئت و روحانیت علاقه‌مند شد و به سمت تحصیلات دینی در حوزه گام نهاد.
آقامیری سال ۱۳۷۵ وارد حوزه علمیه شد و سخنرانی‌های خود را از سال ۱۳۸۰ آغاز کرد. ابتدا در ایام تبلیغی (ماه‌های محرم، صفر و رمضان) به روستاها می‌رفت تا این‌که بعد از مدتی سر از دانشگاه‌ها درآورد و در جمع دانشجویان به سخنرانی می‌پرداخت. او از سال ۱۳۸۸ وارد هیئت‌های قم شد و از آن زمان تاکنون در نشست‌های مذهبی در قم سخنرانی می‌نماید.

## در رسانه
مجلهٔ همشهری جوان در سال ۱۳۹۵ او را به عنوان «روحانی سال» انتخاب کرد. این مجله در مصاحبه‌ای با او نوشت:
«سید حسن آقامیری یکی از روحانیونی است که راه شهرت را جور دیگری طی کرد، از مسیر تلویزیون و تریبون‌های مهم و مراسم شناخته شده به شهرت نرسید، بلکه از راه جوانان و فضای مجازی سری بین سرها پیدا کرد و بین قشر خاصی از جوانان محبوب شد.»
صفحهٔ اینستاگرام او چندین میلیون و کانال تلگرامی او نیز هزاران دنبال کننده دارد. از همین روی و با توجه به فعالیت گستردهٔ او در شبکه‌های اجتماعی، مخالفان وی به او لقب «روحانی تلگرامی» داده‌اند.
وی فیلم‌ها و فایل‌های صوتی سخنرانی‌های خود را در مراسم‌های مختلف به صورت عمده از طریق سایت بیدار باش منتشر می‌کند و به‌صورت زنده از طریق شبکه‌های اجتماعی اینستاگرام و تلگرام به تفسیر موضوعات دینی و اخلاقی می‌پردازد؛
انتقادات تندی از سوی رسانه‌های جمهوری اسلامی پس از لایو او با احلام، خوانندهٔ زن ایرانی، به آقامیری وارد شد.

## انتقادها
مخالفت‌ها با آقامیری و سخنرانی‌های جنجالی وی همزمان با گسترش و همه‌گیری رسانه‌های اجتماعی در ایران به‌ویژه تلگرام از سال ۱۳۹۵ شروع شد و خبرگزاری‌های نزدیک به حکومت جمهوری اسلامی ایران از سخنرانی‌های او به دفعات انتقاد کرده‌اند و همچنین افراد مختلفی که از حکومت جمهوری اسلامی حمایت می‌کنند از جمله علی‌اکبر رائفی‌پور، ناصر مکارم شیرازی مهدی دانشمند، طه حجت و دیگر منتقدان، در مقام پاسخ به او برآمده‌اند.

### خلع لباس دائم
در دی ۱۳۹۷ آقامیری با انتشار پستی در اینستاگرام خبر از حکم قاضی شعبهٔ دوم کیفری در دادگاه ویژه روحانیت به ریاست دادستان کل کشور داد و اعلام کرد که به دو سال زندان که ۵ سال تعلیق شده و خلع لباس دائم محکوم شده است.
بعد از اعلام خبر حکم آقامیری بسیاری برای آشنایی با او پیگیر ماجرا شدند به طوری که طی مدت یک هفته بیش از ۴۰۰ هزار نفر به دنبال‌کنندگان صفحهٔ اینستاگرام او افزوده شد.
افراد مختلفی چون معصومه ابتکار در پی صدور این حکم در رسانه‌های اجتماعی از آقامیری حمایت کردند.

### اجرای حکم
در اسفند ۱۳۹۷ آقامیری با انتشار پستی در صفحهٔ اینستاگرامش خبر از اجرای حکمی که برایش صادر شده داد.
این روحانی با تماس دادگاه ویژهٔ روحانیت قم، به دادگاه مراجعه کرد و این دادگاه به نیابت از دادگاه ویژهٔ تهران، حکم خلع لباس دائم و دو سال حبس تعلیقی به مدت پنج سال را به وی ابلاغ کرد. قاضی اجرای احکام گفت: «به ما نیابت دادند تا همین‌جا حکم را اجرا کنیم.»
در حالی که عده‌ای «برای حفظ کرامت» درخواست کرده بودند که حکم خلع لباس آقامیری در خودروی وی و خارج از دادگاه اجرا شود، ولی او به دستور قاضی و در حضور مراجعه‌کنندگان به دادگاه، لباس روحانیت را درآورد و سپس اجازهٔ خروج از دادگاه به وی داده‌شد.